# Aporcelaimus reguis
Aporcelaimus reguis är en rundmaskart. Aporcelaimus reguis ingår i släktet Aporcelaimus och familjen Dorylaimidae. Inga underarter finns listade i Catalogue of Life.